# マクシム・タラソフ
マクシム・タラソフ （ロシア語: Максим Владимирович Тарасов、1970年12月2日 - ）は、ロシアの元陸上競技選手である。1992年バルセロナオリンピック男子棒高跳の金メダリストである。

## 経歴
タラソフはジュニア時代から活躍しており、1988年の世界ジュニア選手権で2位、翌年には世界ジュニア記録の5.80mをマークし、初参加の世界選手権では銅メダルを獲得。翌年の1992年バルセロナオリンピックでは、世界記録保持者のセルゲイ・ブブカ（ウクライナ）が決勝記録なしとなる波乱の中、落ち着いて跳躍を重ね、優勝を果たした。
1993年、前年の勢いそのまま世界選手権での優勝を狙ったが、3位に終わる。更に、1995年、1997年は2大会連続2位となり、世界選手権6連覇を達成したブブカの引き立て役に甘んじた。しかし、これで発奮したのか翌年からは絶好調で、ヨーロッパ選手権、GPファイナル、ワールドカップと連戦連勝。1999年には2月に室内で6.00mを記録すると、6月には屋外で自己記録を6.05mまで伸ばした。そして世界選手権ではブブカの記録を1cm上回る6.02mの大会新記録（当時）で初優勝を果たした。

## 主な実績
| 年   | 大会                     | 場所                               | 種目   | 結果 | 記録  |
| ---- | ------------------------ | ---------------------------------- | ------ | ---- | ----- |
| 1988 | 世界ジュニア選手権       | サドバリー（カナダ）               | 棒高跳 | 2位  | 5.60m |
| 1991 | 世界選手権               | 東京（日本）                       | 棒高跳 | 3位  | 5.85m |
| 1992 | オリンピック             | バルセロナ（スペイン）             | 棒高跳 | 1位  | 5.80m |
| 1993 | 世界選手権               | シュトゥットガルト（ドイツ）       | 棒高跳 | 3位  | 5.80m |
| 1993 | IAAFグランプリファイナル | ロンドン（イギリス）               | 棒高跳 | 3位  | 5.80m |
| 1995 | 世界選手権               | イェーテボリ（スウェーデン）       | 棒高跳 | 2位  | 5.86m |
| 1995 | IAAFグランプリファイナル | モンテカルロ（モナコ）             | 棒高跳 | 3位  | 5.80m |
| 1996 | IAAFグランプリファイナル | ミラノ（イタリア）                 | 棒高跳 | 1位  | 5.90m |
| 1997 | 世界室内選手権           | パリ（フランス）                   | 棒高跳 | 3位  | 5.80m |
| 1997 | 世界選手権               | アテネ（ギリシャ）                 | 棒高跳 | 2位  | 5.96m |
| 1997 | IAAFグランプリファイナル | 福岡（日本）                       | 棒高跳 | 2位  | 6.00m |
| 1998 | ヨーロッパ選手権         | ブダペスト（ハンガリー）           | 棒高跳 | 1位  | 5.81m |
| 1998 | IAAFグランプリファイナル | モスクワ（ロシア）                 | 棒高跳 | 1位  | 5.95m |
| 1998 | IAAF陸上ワールドカップ   | ヨハネスブルグ（南アフリカ共和国） | 棒高跳 | 1位  | 5.85m |
| 1999 | 世界選手権               | セビリア（スペイン）               | 棒高跳 | 1位  | 6.02m |
| 1999 | IAAFグランプリファイナル | ミュンヘン（モスクワ）             | 棒高跳 | 1位  | 5.85m |
| 2000 | オリンピック             | シドニー（オーストラリア）         | 棒高跳 | 3位  | 5.90m |

## 記録
- 棒高跳（屋外） ‐ 6.05m （1999年6月16日、世界歴代2位）
- 棒高跳（室内） ‐ 6.00m （1999年2月5日、世界歴代6位タイ）